# Bitva na São Mamede
Bitva na São Mamede, která se odehrála 24. června 1128 na planině São Mamede poblíž Guimarães v severním Portugalsku, asi 15 km jihovýchodně od Bragy, představuje jeden ze zlomových okamžiků portugalských dějin. Vyvrcholil v ní boj o portugalský hraběcí trůn mezi dědicem trůnu Alfonsem na straně jedné a jeho matkou Terezou Kastilskou a jejím milencem, leónským šlechticem Fernandem Pérezem de Traba, na straně druhé. 

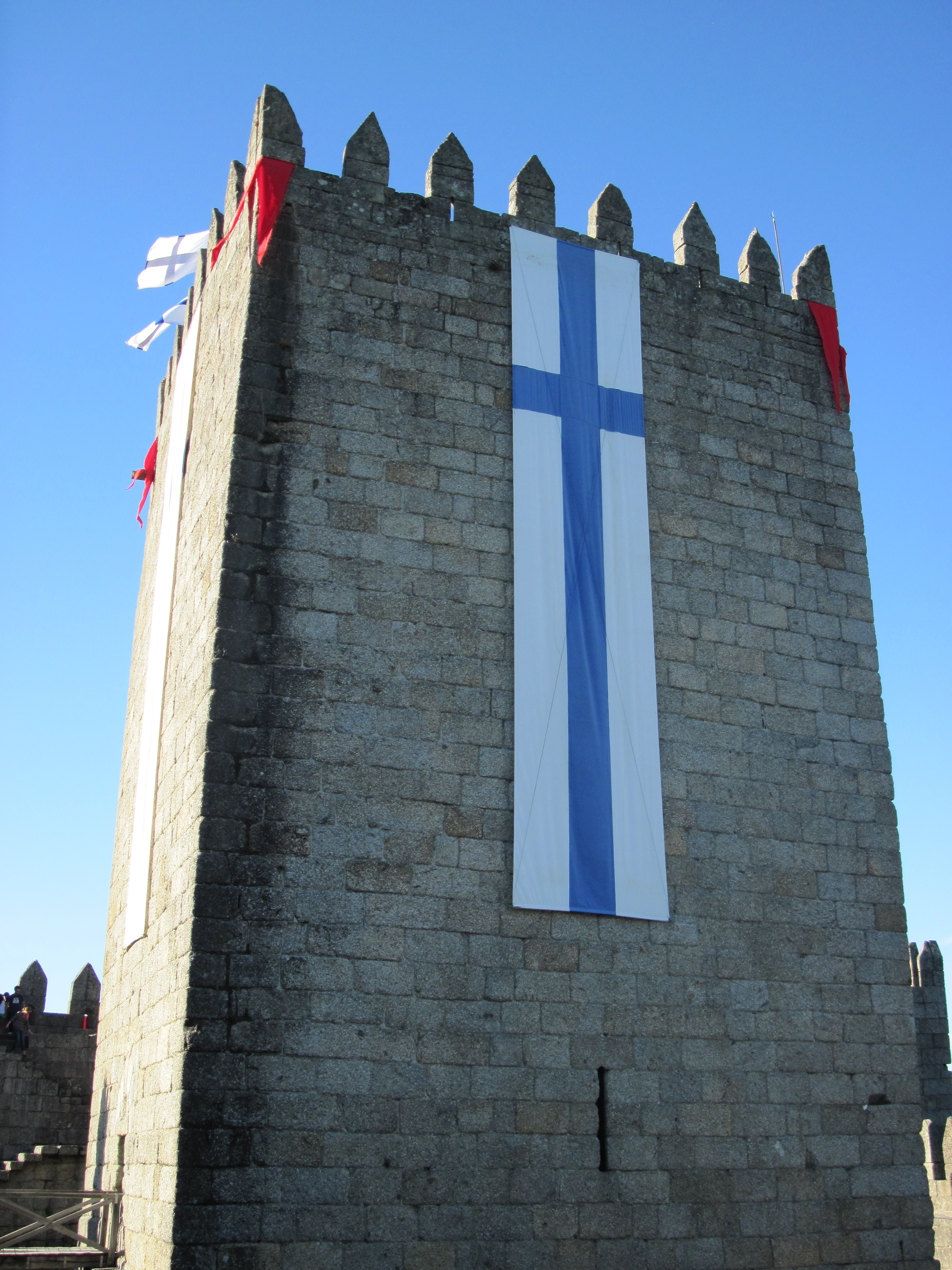
Hrad Guimarães s výzdobou k výročí oslav bitvy na São Mamede

Alfons, kterého podporovala většina portugalské šlechty, v bitvě zvítězil, načež se chopil vlády a vyhnal svou matku a jejího milence ze země. Bitva je často hodnocena jako významný krok na cestě k portugalské nezávislosti na Kastilii a Leónu a ke vzniku Portugalského království.